# Santa Fe Plaza
La Santa Fe Plaza es un Hito Histórico Nacional situado en el centro de Santa Fe, Nuevo México, Estados Unidos. La plaza, del estilo de las ciudades coloniales españolas, era originalmente, y lo sigue siendo en la actualidad, el lugar de reunión central de la ciudad. Muchos la conocen como «el corazón de Santa Fe». Esta plaza se ha convertido en un lugar predilecto para los turistas interesados en las culturas española, nativa americana y mexicana, y alberga eventos anuales como las Fiestas de Santa Fe, el Mercado Español, el Quiosco de Música de Santa Fe o el Mercado Indio de Santa Fe.
Incluida en el Registro Nacional de Lugares Históricos, la plaza consta de un parque central con hierba, árboles y bancos. Durante la temporada navideña, la plaza es decorada con faroles, luminarias y luces en los árboles. El parque también contiene un escenario para actuaciones.

## Historia
En los alrededores de la plaza hay monumentos históricos, restaurantes, comercios y galerías de arte, incluido el Palacio de los Gobernadores (el edificio público más antiguo de los Estados Unidos), el Museo de Arte de Nuevo México, la catedral basílica de san Francisco de Asís y la capilla de Loreto. Siguiendo el estilo de los indios pueblo, la arquitectura de la plaza es tradicional de adobe. Situada a solo 26 km de la estación de esquí Ski Santa Fe, la historia de la plaza se remonta a principios del siglo xvii, cuando Santa Fe fue fundada por los conquistadores españoles. Hasta mediados del siglo xix, la plaza no tenía paisajismo, y la propiedad de la zona cambió de manos entre los españoles y los mexicanos durante los primeros años.

### Era precolombina
La zona que ocupa la actual ciudad de Santa Fe fue habitada por los tewa y otros pueblos, de los cuales hay evidencias arqueológicas cerca de la plaza, como en el recinto Sena.

### Era española

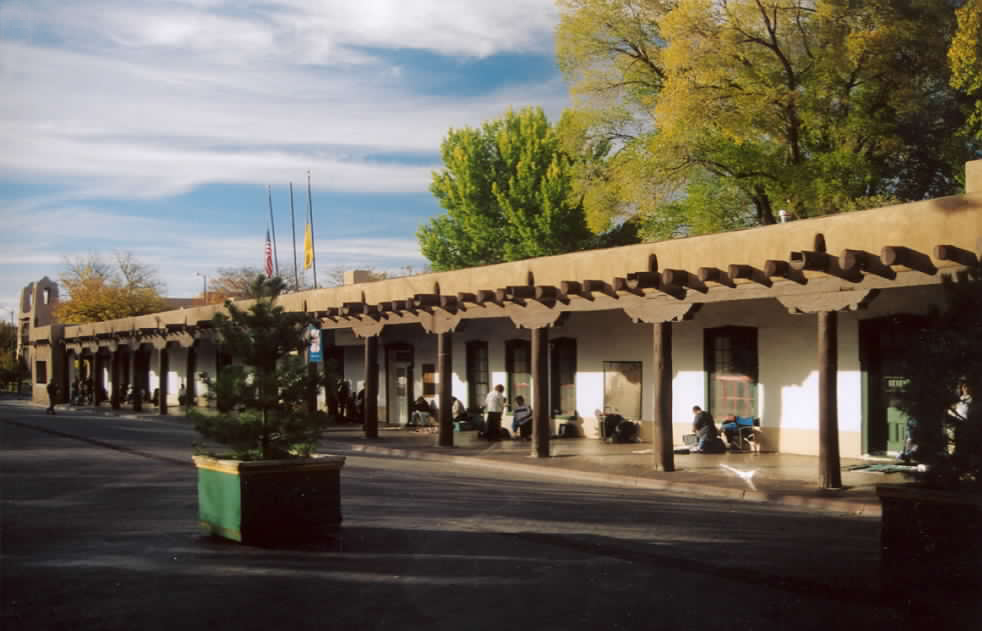
El Palacio de los Gobernadores desde la Santa Fe Plaza.

La sección de urbanismo de las Leyes de Indias exigía que todas las ciudades coloniales españolas que albergaran la oficina de un gobernador regional (en Santa Fe de Nuevo México, esta oficina era el Palacio de los Gobernadores) tuvieran una plaza de armas para alojar la guardia del palacio. Santa Fe Plaza evolucionó desde la plaza de armas del presidio de Santa Fe, que contenía viviendas, cuarteles, una capilla, una cárcel y el palacio del gobernador. Eventualmente, el muro perimetral fue sustituido por grandes casas construidas por oficiales españoles de alto rango. En los primeros años, se encontraba al final del Camino Real, la carretera española que conducía a la Ciudad de México.

### Era mexicana

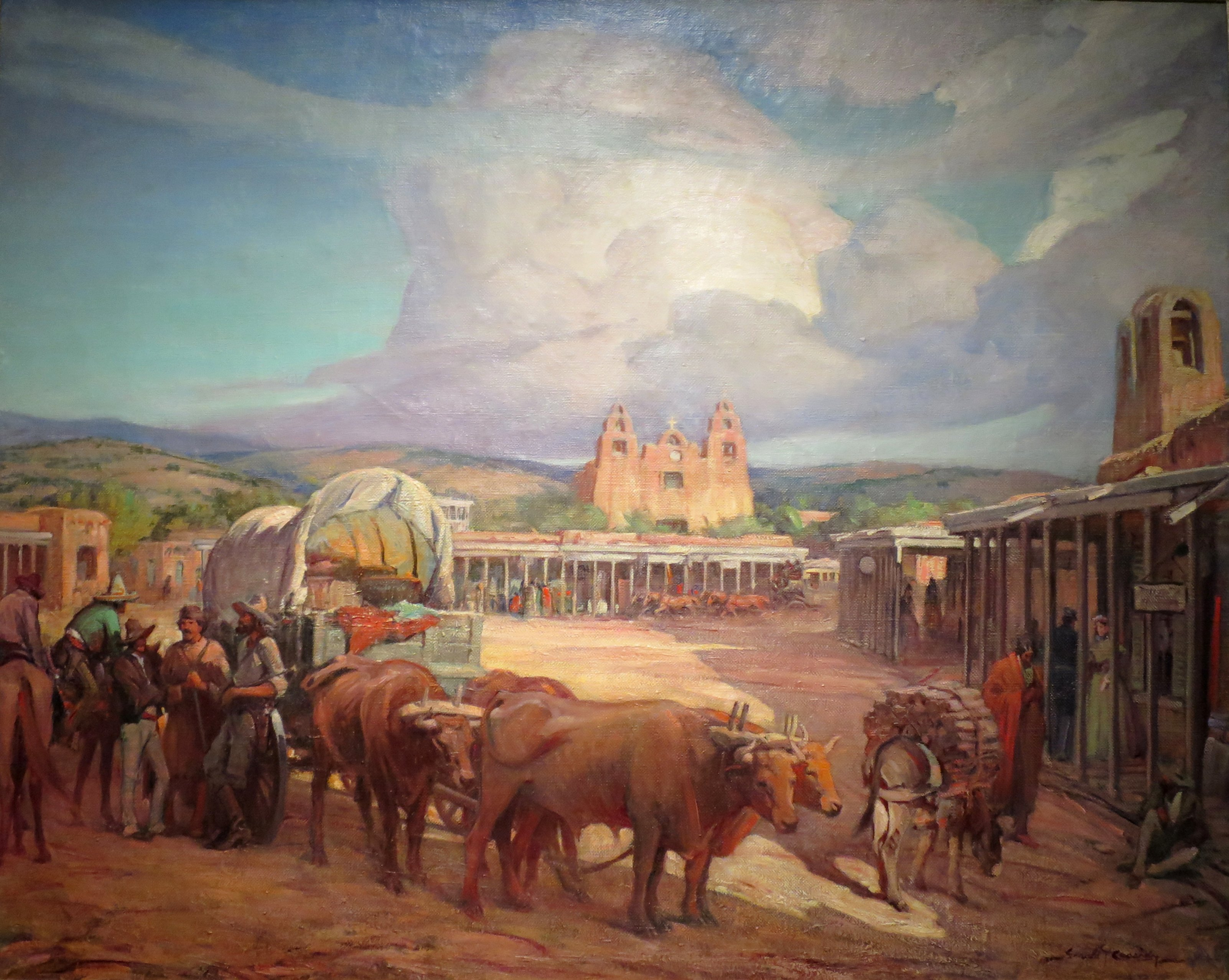
Vista de la Santa Fe Plaza en la década de 1850, cuadro de Gerald Cassidy, ca. 1930.

Tras la independencia de México de España en 1821, se abrió el Camino de Santa Fe, una ruta comercial que conectaba Nuevo México con Misuri, cuyo término oeste estaba en la Santa Fe Plaza. Las caravanas usaban la plaza para acampar y descargar mercancías. El Antiguo Camino del Pecos también pasaba cerca de la plaza hasta que fue desviado.

### Era territorial
Tras la fundación del Territorio de Nuevo México, se construyó una verja alrededor de la plaza para evitar que entraran animales. También se plantaron árboles y se trazaron senderos. Se instaló un quiosco de música en varios lugares a lo largo del tiempo, al igual que el «Monumento a los Soldados» en el centro de la plaza.

### Era de los Estados Unidos
Después de que en 1912 Nuevo México fuera admitido como el 47.º estado de los Estados Unidos, se elaboró un plan de conservación histórica. Actualmente la plaza se caracteriza por edificios de estilo pueblo, español y territorial, que reflejan su historia. Entre los más destacados están el palacio original, el Palacio de los Gobernadores, construido entre 1610 y 1612, y la Misión de San Miguel (ca. 1640), una de las iglesias más antiguas de los Estados Unidos. La plaza está rodeada por restaurantes, comercios y museos. Muchos eventos comunitarios estacionales se celebran en la plaza, y en esas ocasiones se llena de personas.

## Lugares de interés
La plaza tiene varios árboles maduros, farolas, un banco, un monumento central, una cápsula del tiempo enterrada, un quiosco de música y una fuente de agua.